# Niszczyciele typu Gleaves
Niszczyciele typu Gleaves – amerykańskie niszczyciele z okresu II wojny światowej. Masowo produkowane w latach 1938-1942 (wyprodukowano 62 okręty) brały aktywny udział w II wojnie światowej.

## Historia
W 1938 bazując na projekcie niszczycieli typu Sims biuro projektowe Gibbs & Cox opracowało nowy typ okrętów. Główną różnicą w porównaniu do wcześniejszych niszczycieli była siłownia którą umieszczono w dwóch oddzielnych pomieszczeniach. Takie rozwiązanie miało zwiększyć szanse na przetrwanie okrętu w czasie walki, w przypadku uszkodzenia części urządzeń siłowni. Stępkę pod budowę pierwszego okrętu serii USS "Gleaves" położono 16 maja 1938 w stoczni Bath Iron Works. Wodowanie okrętu nastąpiło 9 grudnia 1939, wejście do służby 14 czerwca 1940.
W 1938 stocznia Bethlehem Steel opracowała własny projekt niszczycieli, który miał być budowany równolegle z niszczycielami typu Gleaves. Okręty znane jako typ Benson, w niewielkim stopniu różniły się od typu Gleaves. Główną różnicą była m.in. inna konstrukcja kominów. W związku z podobieństwem obydwu typów, są one często określane jako typ Benson/Gleaves.
W czasie japońskiego ataku na Pearl Harbor w służbie znajdowało się 21 okrętów typu Gleaves. W wyniku działań nieprzyjaciela utracono jedenaście okrętów. Po zakończeniu wojny większość jednostek została przeniesiona do rezerwy lub złomowana. W 1954 dwa okręty typu zostały przekazane Japonii. Ostatnia jednostka została wycofana ze służby w US Navy w 1956.